# 54. Internationale Sechstagefahrt
Die 54. Internationale Sechstagefahrt war die Mannschaftsweltmeisterschaft im Endurosport und fand vom 10. bis 15. September 1979 im deutschen Neunkirchen sowie im Siegerland und Westerwald statt. Die Nationalmannschaft Italiens konnte, nach dem letzten Erfolg 1931, zum  dritten Mal die World Trophy gewinnen. Die Nationalmannschaft der Tschechoslowakei gewann zum siebzehnten Mal die Silbervase.

## Wettkampf

### Organisation
Für den Wettkampf waren 400 Fahrer von 19 Motorsportverbänden der FIM gemeldet. Um die Trophy-Wertung fuhren Mannschaften aus 17 Nationen. Zudem waren 17 Silbervasen-, 41 Fabrik- und 56 Club-Mannschaften am Start.
BRD, DDR, Österreich und die Schweiz nahmen mit Nationalmannschaften an den Wettbewerben um die World Trophy und bzw. Silbervase teil. Die BRD stellte zudem 17 Clubmannschaften, die DDR war nicht vertreten. Österreich nahm mit einer, die Schweiz mit zwei Clubmannschaften teil.
Die Strecke aller Etappen zusammen betrug 1545,2 Kilometer.

### 1. Tag
Von den 400 gemeldeten Fahrern nahmen 388 den Wettkampf auf. Am ersten Fahrtag waren in zwei identischen Runden 282 Kilometer zu absolvieren. Das Wetter war sonnig und niederschlagsfrei. An Sonderprüfungen waren je Runde eine vier Kilometer lange Motocrossprüfung zu fahren, ferner war eine Beschleunigungsprüfung zu absolvieren.
In der World Trophy führte die Mannschaft der BRD, vor Italien und der DDR. Die Schweiz lag auf dem 10., Österreich auf dem 13. Platz.
Bei der Silbervasenwertung führte die Mannschaft der BRD vor der Mannschaft der ČSSR und der Mannschaft der DDR. Die Schweiz lag auf dem 7., Österreich auf dem 12. Platz.

### 2. Tag
Die Strecke des zweiten Tages war identisch des Vortags. Lediglich die zweimal zu absolvieren Motocrossprüfung führte über eine neue, 3,5 Kilometer lange Distanz. Das Wetter war weiterhin sonnig und niederschlagsfrei.
In der World Trophy führte wie am Vortag die Mannschaft der BRD, vor Italien und der DDR. Die Schweiz lag unverändert auf dem 10. Platz, Österreich verbesserte sich auf den 12. Platz.
Bei der Silbervasenwertung führte ebenso wie am Vortag die Mannschaft der BRD vor der Mannschaft der ČSSR und der Mannschaft der DDR. Die Schweiz rutschte auf den 9. Platz ab, Österreich verbesserte sich auf den 11. Platz.

### 3. Tag
Die dritte Tagesetappe war mit 313 Kilometern gleichzeitig die längste der Veranstaltung. Wieder war zweimal eine Motocrossprüfung zu fahren.
In der World Trophy führte die Mannschaft der BRD, vor der DDR und der ČSSR. Die Schweiz rutschte auf den 11. Platz ab, Österreich lag unverändert auf dem 12. Platz.
Bei der Silbervasenwertung führte die Mannschaft der BRD vor der Mannschaft der ČSSR und der Mannschaft der DDR. Österreich lag unverändert auf dem 11. Platz, die Schweiz rutschte auf den 13. Platz ab.

### 4. Tag
Die Strecke des vierten Tages führte größtenteils über die des Vortags und war geringfügig kürzer. Analog des Vortags waren wieder zwei Motocrossprüfungen integriert.
In der World Trophy führte die Mannschaft Italiens vor der BRD und der DDR. Österreich verbesserte sich auf den 9. Platz, die Schweiz rutschte auf den 12. Platz ab.
Bei der Silbervasenwertung führte die Mannschaft der DDR vor der Mannschaft der ČSSR und der Mannschaft Polens. In der BRD Mannschaft erhielt Harald Strößenreuther 720 Punkte. An seiner KTM war eine Zündkerze ausgerissen, die aber in einer Reparatur von ihm ersetzt werden konnte. Die Mannschaft lag dadurch auf dem 5. Platz. Die Schweiz verbesserte sich auf den 11. Platz, Österreich rutsche auf den 13. Platz ab.

### 5. Tag
Die Strecke des fünften Tages war insgesamt 249 Kilometer lang. Das Wetter war sonnig und ohne Niederschlag.
In der World Trophy führte unverändert die Mannschaft Italiens vor der BRD und der ČSSR. Im Team der DDR erhielt Uwe Köthe 360 Punkte. Ihm war in der ersten Sonderprüfung der Gasbowdenzug gerissen konnte jedoch nach Reparatur noch den nächsten Kontrollpunkt innerhalb der Sollzeit erreichen. Ebenfalls in der Sonderprüfung erlitt das Motorrad von Frank Schubert einen Durchschlag, was jedoch seine Fahrzeit nicht beeinträchtigte: Trotz Reparatur fuhr er in beiden Sonderprüfungen nicht nur Klassenbestzeit, sondern auch aller Teilnehmer. Die DDR-Mannschaft lag damit auf dem 4. Platz. Österreich verlor einen Platz und lag jetzt auf dem 10. Rang, die Schweiz lag unverändert auf dem 12. Platz.
Bei der Silbervasenwertung führte ebenso unverändert die Mannschaft der DDR vor der Mannschaft der ČSSR und der Mannschaft der BRD. Die Schweiz und Österreich lagen unverändert auf dem 11. bzw. 13. Platz.

### 6. Tag
Am letzten Fahrtag waren lediglich 91,5 Kilometer zu fahren. Über den Tag verteilt gingen leichte Regenschauer nieder. Im Abschlussrennen mussten die Fahrer der Klassen bis einschließlich 75 cm³ 12,6 Kilometer, die Fahrer aller anderen Klassen 14,7 Kilometer in Bestzeit absolvieren.
Im Abschlussrennen konnte die Silbervasen-Mannschaft der ČSSR noch die Führung von der DDR erobern.
Von 388 am ersten Tag gestarteten Fahrern erreichten 269 das Ziel.

## Endergebnisse

### World Trophy
| Platz | Team                            | Punkte    |
| ----- | ------------------------------- | --------- |
| 1.    | Italien                         | 343,8     |
| 2.    | BR Deutschland                  | 407,2     |
| 3.    | Tschechoslowakei                | 899,3     |
| 4.    | Deutsche Demokratische Republik | 1.230,0   |
| 5.    | Schweden                        | 1.780,5   |
| 6.    | Vereinigte Staaten              | 1.991,7   |
| 7.    | Niederlande                     | 3.262,3   |
| 8.    | Polen                           | 5.804,1   |
| 9.    | Vereinigtes Königreich          | 8.405,4   |
| 10.   | Österreich                      | 9.795,5   |
| 11.   | Belgien                         | 61.739,4  |
| 12.   | Schweiz                         | 108.792,6 |
| 13.   | Australien                      | 123.078,5 |
| 14.   | Frankreich                      | 155.580,6 |
| 15.   | Finnland                        | 271.328,5 |
| 16.   | Spanien                         | 288.355,2 |
| 17.   | Kanada                          | 304.995,2 |

### Silbervase
| Platz | Team                            | Punkte    |
| ----- | ------------------------------- | --------- |
| 1.    | Tschechoslowakei                | 654,5     |
| 2.    | Deutsche Demokratische Republik | 687,1     |
| 3.    | BR Deutschland                  | 1.377,8   |
| 4.    | Schweden                        | 1.585,2   |
| 5.    | Polen                           | 1.670,1   |
| 6.    | Vereinigte Staaten              | 2.219,5   |
| 7.    | Australien                      | 35.849,4  |
| 8.    | Italien                         | 48.087,8  |
| 9.    | Belgien                         | 50.401,5  |
| 10.   | Finnland                        | 65.367,1  |
| 11.   | Schweiz                         | 67.646,4  |
| 12.   | Niederlande                     | 94.349,2  |
| 13.   | Österreich                      | 96.557,8  |
| 14.   | Spanien                         | 106.447,4 |
| 15.   | Vereinigtes Königreich          | 123.108,5 |
| 16.   | Frankreich                      | 140.408,9 |
| 17.   | Kanada                          | 158.479,2 |

### Einzelwertung
Gestartet sind 388 Fahrer aus 18 Nationen. Ausgefallen oder disqualifiziert wurden 119 Fahrer.
Von 269 Startern im Ziel erhielten 152 Gold-, 76 Silber- und 41 Bronzemedaillen.
Punktbester Fahrer aller Klassen wurde Frank Schubert aus der DDR auf einer MZ 250.

## Teilnehmer
| Staat                           | World-Trophy-Team | Silbervase-Team | Club-Teams |
| ------------------------------- | --- | --- | --- |
| Australien                      | Colin Tregonning (Maico 250) Mark Chapman (KTM 250) Allan Cunningham (Can Am 500) Robert Haskins (Yamaha 175) Philip Lovett (Husqvarna 125) Norman Watts (SWM 250)                 | Geoffrey Ballard (Maico 350) Ted Goddard (Can-Am 500) Laurie Alderton (Maico 500) Geof Eldridge (KTM 250)                    | Kangaroo-Club-Team Wallaby-Club-Team |
| Belgien                         | Jean Claude Laquaye (SWM 250) Guy Huynen (SWM 250) Christian Gouverneur (SWM 250) Pierre Fraikin (KTM 250) Pierre Schroyen (KTM 500) Jean Paul Mingels (KTM 250)                   | Serge Crosset (Bultaco 250) Leon Crosset (KTM 175) Marc Delhez (Bultaco 350) Claude Deshalle (Bultaco 350)                   | Dinant-Moto-Club |
| BR Deutschland                  | Erwin Schmider (Zündapp 100) Jürgen Grisse (Zündapp 100) Eddy Hau (Zündapp 100) Klaus-Bernd Kreutz (Zündapp 175) Heino Büse (Maico 750) Werner Schütz (Maico 500)                  | Reinhard Christel (KTM 350) Paul Rottler (KTM 250) Richard Spitznagel (KTM 175) Harald Strößenreuther (KTM 125)              | ADAC Bielefeld ADAC Dortmund ADAC Frankfurt I ADAC Frankfurt II ADAC Hamburg ADAC Karlsruhe ADAC Kiel ADAC Köln ADAC München ADAC Neustadt ADAC Nürnberg I ADAC Nürnberg II ADAC Nürnberg III ADAC Stuttgart DMV Frankfurt I DMV Frankfurt II DMV Neunkirchen |
| Deutsche Demokratische Republik | Jens Scheffler (MZ 500) Uwe Köthe (MZ 500) Ulrich Fabke (MZ 350) Frank Schubert (MZ 250) Manfred Jäger (MZ 750)                                                                    | Rolf Hübler (Simson 100) Steffen Mauersberger (Simson 75) Jochen Schützler (MZ 350) Bernd Lämmel (Simson 100)                | |
| Finnland                        | Juhani Suno Mauni (Suzuki 250) Veikko Kuosa (Can-Am 250) Juha Laaksonen (Husqvarna 125) Henri Tallgren (Suzuki 175) Antti Juho Kemppainen (Husqvarna 125) Tomi Ahola (KTM 125)     | Seppo Suominen (KTM 250) Petri Myllys (KTM 250) Tarmo Öhman (KTM 250) Seppo Leino (KTM 125)                                  | Helsingin MK |
| Frankreich                      | Marc Simonot (SWM 250) Joel Queirel (KTM 250) Nicolas Samofal (Husqvarna 350) Phillipe Ramade (Husqvarna 350) Yann Cadoret (Fantic 125) Daniel Delavault (SWM 250)                 | Jean Marc Carbonne (KTM 125) José Morales (Husqvarna 125) Frédéric Laplane (KTM 250) Xavier Lucien (SWM 125)                 | MC Volny Beaune MC Auvergne |
| Italien                         | Gualtiero Brissoni (SWM 350) Elia Andrioletti (KTM 250) Guglielmo Andreini (SWM 500) Augusto Taiocchi (KTM 350) Gianangelo Croci (KTM 500) Franco Gualdi (SWM 250)                 | Pietro Gagni (Fantic 50) Angelo Signorelli (Fantic 50) Giuseppe Signorelli (Fantic 75) Andrea Marinoni (SWM 175)             | Club Italia A Club Italia B Club Italia C Club Italia D Club Italia E Club Italia F Club Italia G |
| Kanada                          | Tiger Wingert (Can-Am 175) Craig Woods (Can-Am 250) Ross Lennox (Can-Am 250) John Harris (Husqvarna 250) Jim Hamilton (Yamaha 500) Walter Cukavac (Can-Am 500)                     | Steven James (Yamaha 175) John Krajcovic (Yamaha 250) Craig Kennedy (Husqvarna 500) Daniel Amor (Honda 750)                  | Calgary Motorcycle Club |
| Mexiko                          | | | Moto Club del Valle Mexico |
| Niederlande                     | Herman van Hoegee (SWM 250) Henry Janssen (SWM 250) G. Jan Thijhuis (SWM 350) Arno Dreezen (SWM 175) A. Graafstra (SWM 175) Joop Staman (SWM 175)                                  | Anne Kies (KTM 175) Gerhard Maria Kruiper (KTM 250) Martin Schalkwijk (Maico 750) Jappie de Jong (Maico 750)                 | De Achterhoek (KNMV) |
| Österreich                      | Wolfgang Edlinger (KTM 175) Ludwig Eiglmeier (KTM 250) Karl Sommerbauer (KTM 250) Franz Reiter (KTM 350) Johann Lebsinger (KTM 500) Rudolf Promberger (KTM 500)                    | Josef Zotzek (Puch 175) Hans Danzinger (KTM 175) Josef Sommerauer (Bultaco 250) Erich Glavitzka (KTM 500)                    | ÖAMTC/MSP I |
| Polen                           | Zbigniew Nowicki (SWM 175) Zdzislaw Knap (SWM 175) Zbigniew Banasik (SWM 175) Krystof Serwin (SWM 250) Leszek Sas (SWM 350) Czeslaw Sedrowicz (SWM 350)                            | Zbigniew Klujszo (Simson 75) Stanislaw Olszewski (Simson 75) Ryszard Gancewski (Simson 100) Czeslaw Obloczynski (Simson 100) | |
| Schweden                        | Steve Tell (Husqvarna 125) Torbjörn Jansson (Husqvarna 500) Per Grönberg (Maico 500) Hans Hansson (Husqvarna 350) Nils-Erik Zell (Husqvarna 500) Thomas Gustavsson (Husqvarna 350) | Lars Pärnebjörg (Husqvarna 125) Dag Edlund (Husqvarna 500) Lars-J. Johansson (Husqvarna 250) Anders Flodberg (Maico 500)     | Kungsbacks MA MA Lerum SMI Klub I SMI Klub II |
| Schweiz                         | Jean-Jaques Loup (KTM 125) Alois Weiss (KTM 125) Bruno Schmidli (KTM 175) Roland Hugulet (KTM 250) Werner von Ah (KTM 350) Walter Kalberer (KTM 500)                               | Hans Meister (SWM 175) Philippe Schweizer (SWM 175) Fridolin Wischer (SWM 250) Samuel Wuillemin (SWM 500)                    | FMS I FMS II |
| Spanien                         | Jorge Monjonell (Puch 75) Juan Soler (Fantic 125) José Pujol (Bultaco 500) José Marimon (Montesa 500) Guillermo Moreno (SWM 500) José Piella (SWM 500)                             | José Pibernat (SWM 125) Carlos Mas (Montesa 500) Antonio Marsinach (Montesa 500) Juan Ruidalbas (Bultaco 500)                | Escuderia Isern Real Moto Club de Espana |
| Tschechoslowakei                | František Mrázek (Jawa 250) Jozef Chovančík (Jawa 350) Jiří Posik (Jawa 350) Stanislav Zloch (Jawa 500) Jiří Stodůlka (Jawa 500) Květoslav Mašita (Jawa 750)                       | Miroslav Pokorny (Jawa 500) Zdenek Runkas (Jawa 350) Jiří Císař (Jawa 175) Josef Císař (Jawa 350)                            | Dukla Praha Ruda Hvezda Praha SVS Svazam Praha |
| Vereinigte Staaten              | Richard Burleson (Husqvarna 500) Jack Penton (Husqvarna 250) Larry Roessler (Husqvarna 500) Ted Leimbach (KTM 250) Kevin Lavoie (KTM 350) Frank Gallo (KTM 500)                    | Mike Rosso (Suzuki 175) Dave Hulse (Suzuki 175) Drew Smith (Suzuki 250) Jeff Fredette (Suzuki 250)                           | MT Baker M.C. Norseman M.C. Perry Mountain M.C. Waterloo Enduro Team |
| Vereinigtes Königreich          | John May (KTM 500) John Knight (KTM 500) Dave Jeremiah (KTM 175) Geraint Jones (KTM 350) Philip Gordon (KTM 250) Arthur Browning (KTM 500)                                         | Mick Bowers (KTM 250) Ernie Page (KTM 175) Len Twaites (KTM 175) Neill Buttery (KTM 175)                                     | Army MCA A Army MCA B Army MCA C MCC Wales Rhanadar MC Scottish ACU Streatham + OMC |